# West Point (Illinois)
West Point é uma vila localizada no estado americano de Illinois, no Condado de Hancock.

## Demografia
Segundo o censo americano de 2000, a sua população era de 195 habitantes.
Em 2006, foi estimada uma população de 184, um decréscimo de 11 (-5.6%).

## Geografia
De acordo com o United States Census Bureau tem uma área de
0,4 km², dos quais 0,4 km² cobertos por terra e 0,0 km² cobertos por água. West Point localiza-se a aproximadamente 204 m acima do nível do mar.

## Localidades na vizinhança
O diagrama seguinte representa as localidades num raio de 20 km ao redor de West Point.